# بوتش هنري
بوتش هنري (بالإنجليزية: Butch Henry) هو لاعب كرة قاعدة أمريكي، ولد في 7 أكتوبر 1968 في إل باسو في الولايات المتحدة.

## وصلات خارجية
- بوتش هنري على موقع دوري كرة القاعدة الرئيسي (الإنجليزية)
- بوتش هنري على موقعبيزبول رفرنس.كوم (الدوري الرئيسي) (الإنجليزية)
- بوتش هنري على موقعبيزبول رفرنس.كوم (الدوري الثانوي) (الإنجليزية)